# David García Marquina
David García Marquina (Tafalla, 11 d'abril de 1970) va ser un ciclista espanyol, professional des del 1994 al 2000. La seva victòria més important va ser la classificació final a la Challenge de Mallorca del 1994.

## Palmarès
- 1988
  -  Campió d'Espanya júnior en ruta
- 1992
  - Vencedor d'una etapa a la Volta a Bèlgica amateur
- 1993
  - 1r a la Volta al Bidasoa
  - Medalla de bronze als Jocs del Mediterrani a la prova en ruta
- 1994
  - 1r a la Challenge de Mallorca

### Resultats al Tour de França
- 1988. Abandona (10a etapa)

### Resultats a la Volta a Espanya
- 1994. 67è de la Classificació general
- 1995. 7è de la Classificació general
- 1996. Abandona
- 1997. 63è de la Classificació general
- 1998. Abandona
- 1999. 39è de la Classificació general